# Parc Victoria (Québec)
Pour les articles homonymes, voir Parc Victoria.
Le parc Victoria est un parc de la ville de Québec situé aux limites des quartiers Saint-Sauveur et Saint-Roch.

## Histoire
Avant son inauguration en 1897, le terrain appartenait à la congrégation religieuse des Augustines de la Miséricorde de Jésus. Le parc est nommé en l'honneur de la reine Victoria en raison de la célébration de son 60e anniversaire de règne cette année-là.
L'affaire Blanche Garneau s'est déroulée dans le parc Victoria en 1920.

## Description

### Sports
Le parc possède des infrastructures sportives pour le soccer, le volleyball, le baseball, le basketball, le tennis, la planche à roulettes et le hockey.
Sur le terrain de ce parc se trouve aussi le stade Canac où évoluent les Capitales de Québec et, auparavant, les Carnavals de Québec, entre autres.

### Services municipaux
La centrale du Service de police de la Ville de Québec et la cour municipale de Québec sont présentes depuis 1964 sur les terrains et inaugurée le 9 décembre 1966. La démolition de la centrale est prévue pour débuter en 2024 après l'ouverture de la nouvelle centrale de la ville de Québec qui a été inaugurée le 14 mai 2024.

## Voir aussi

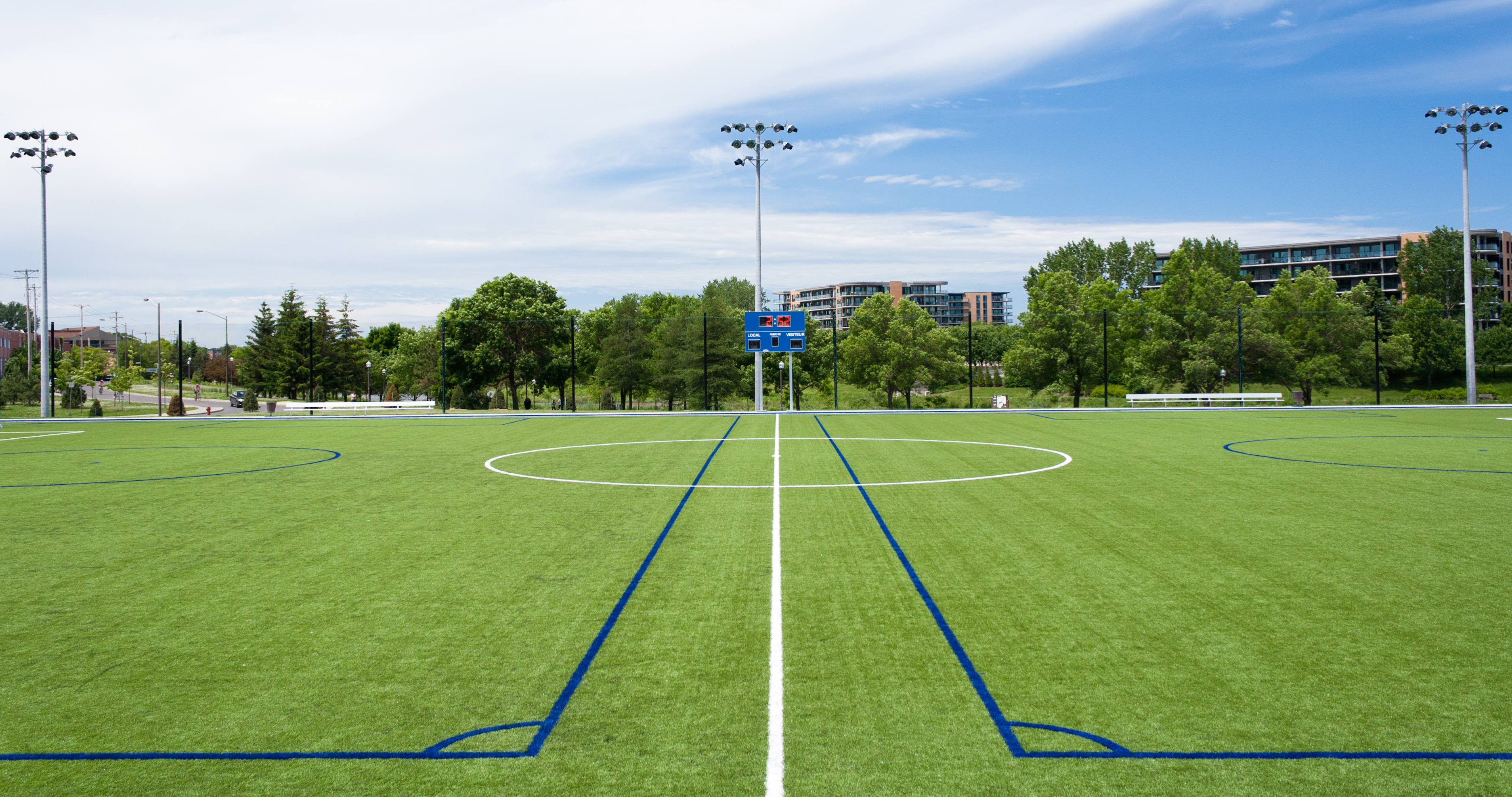
Terrains de soccer synthétiques dans l'ouest du parc

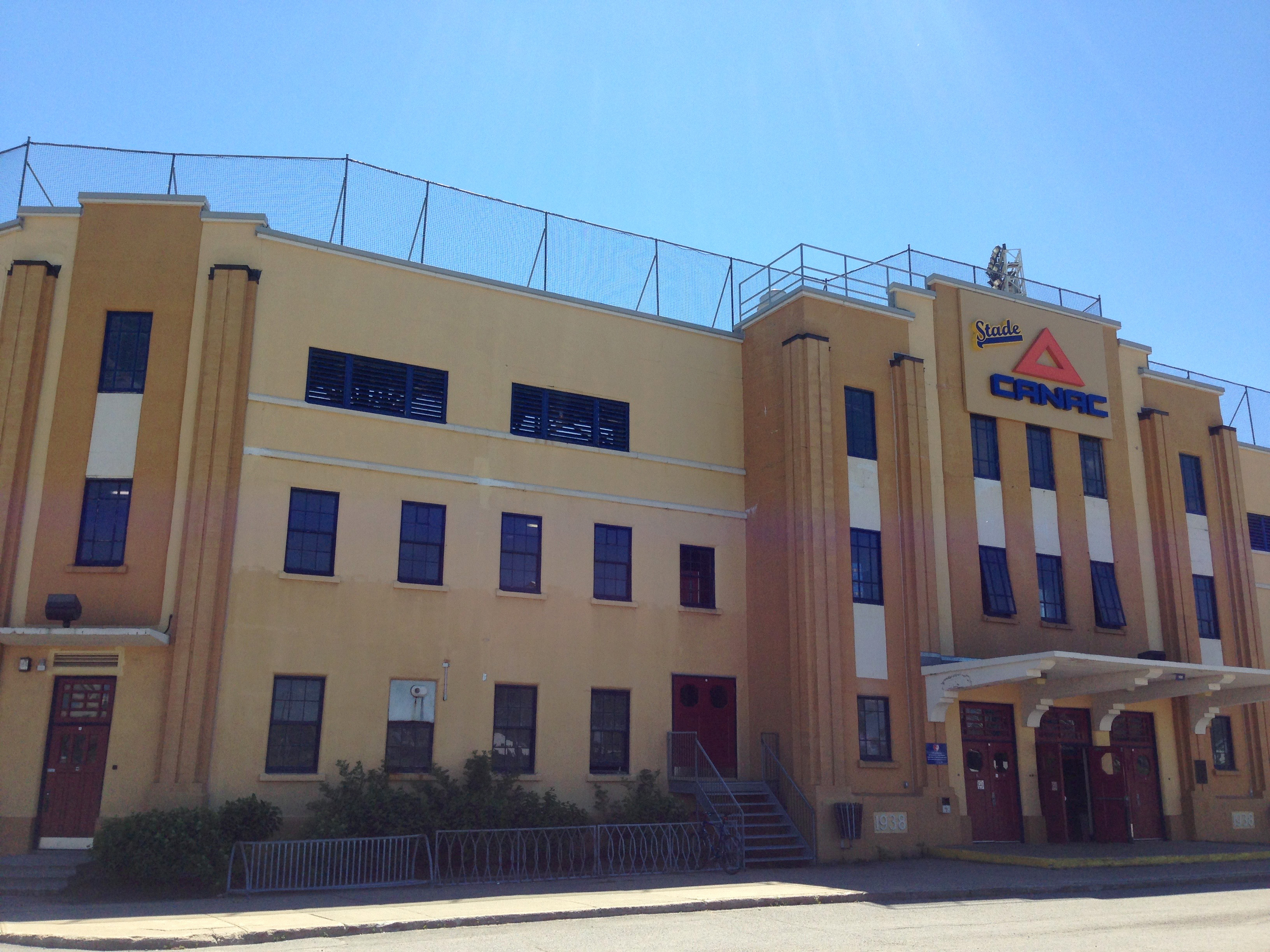
Stade Canac où évoluent les Capitales de Québec

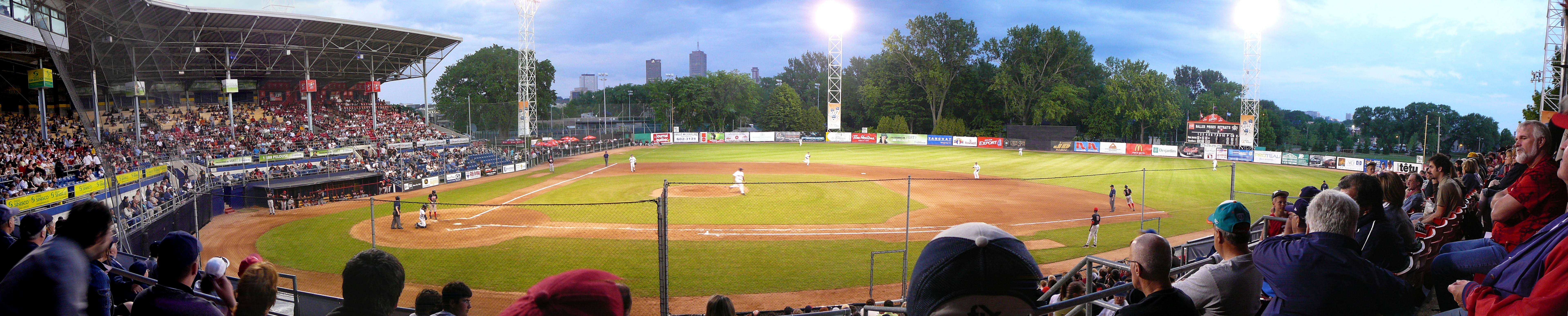
Vue du parc à l'intérieur du stade Canac

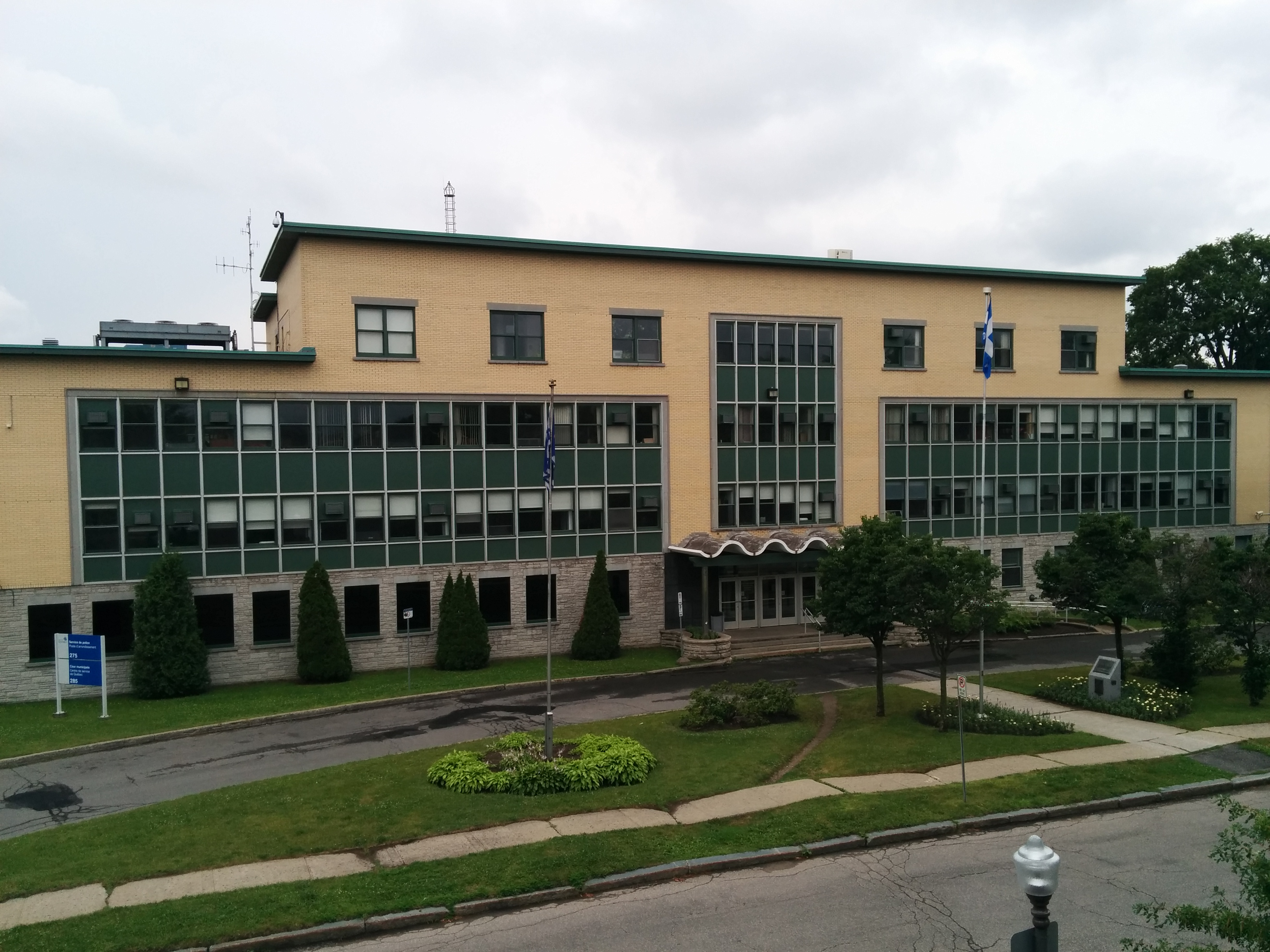
Centrale du Service de police de la Ville de Québec effective entre 1964 et 2024